# Ruská Premier Liga
Ruská Premier Liga (rusky Российская футбольная премьер-лига) je nejvyšší ruská fotbalová soutěž. V soutěži hraje 16 klubů, na konci sezóny poslední dva sestupují do nižší soutěže, Ruské divize. První mistrovství se konalo v Rusku v roce 1992, před rokem 1997 pod názvem Premier Liga, v roce 1998 byla liga přejmenovaná na první divizi. Od roku 2001 ruský šampionát hrají profesionální kluby, a liga má větší nezávislost na Ruském fotbalovém svazu. Podle koeficientu UEFA 2019 je to šestá nejlépe hodnocená liga (za La Ligou, Premier league, Serií A, Bundesligou a Ligue 1.
Před sezónou 2012/13 došlo ke změně hracího systému, z formy jaro-podzim se přešlo na systém podzim-jaro, který je běžný ve většině evropských lig.

## Nejlepší kluby v historii – podle počtu titulů
| Vítězové nejvyšší ligové soutěže |        |                                                            |
| Klub                             | Tituly | Vítězné ročníky                                            |
| FK Zenit Petrohrad               | 10     | 2007, 2010, 2012, 2015, 2019, 2020, 2021, 2022, 2023, 2024 |
| FK Spartak Moskva                | 10     | 1992, 1993, 1994, 1996, 1997, 1998, 1999, 2000, 2001, 2017 |
| PFK CSKA Moskva                  | 6      | 2003, 2005, 2006, 2013, 2014, 2016                         |
| FK Lokomotiv Moskva              | 3      | 2002, 2004, 2018                                           |
| FK Rubin Kazaň                   | 2      | 2008, 2009                                                 |
| PFK Alanija Vladikavkaz          | 1      | 1995                                                       |

## Vítězové jednotlivých ročníků
| Premier Liga (1992 – 2021) |                             |                         |                          |
| Ročník                     | Mistr                       | 2. místo                | 3. místo                 |
| 1992                       | FK Spartak Moskva (1)       | PFK Alanija Vladikavkaz | FK Dynamo Moskva         |
| 1993                       | FK Spartak Moskva (2)       | FK Rotor Volgograd      | FK Dynamo Moskva         |
| 1994                       | FK Spartak Moskva (3)       | FK Dynamo Moskva        | FK Lokomotiv Moskva      |
| 1995                       | PFK Alanija Vladikavkaz (1) | FK Lokomotiv Moskva     | FK Spartak Moskva        |
| 1996                       | FK Spartak Moskva (4)       | PFK Alanija Vladikavkaz | FK Rotor Volgograd       |
| 1997                       | FK Spartak Moskva (5)       | FK Rotor Volgograd      | FK Dynamo Moskva         |
| 1998                       | FK Spartak Moskva (6)       | PFK CSKA Moskva         | FK Lokomotiv Moskva      |
| 1999                       | FK Spartak Moskva (7)       | FK Lokomotiv Moskva     | PFK CSKA Moskva          |
| 2000                       | FK Spartak Moskva (8)       | FK Lokomotiv Moskva     | FK Torpedo Moskva        |
| 2001                       | FK Spartak Moskva (9)       | FK Lokomotiv Moskva     | FK Zenit Petrohrad       |
| 2002                       | FK Lokomotiv Moskva (1)     | PFK CSKA Moskva         | FK Spartak Moskva        |
| 2003                       | PFK CSKA Moskva (1)         | FK Zenit Petrohrad      | FK Rubin Kazaň           |
| 2004                       | FK Lokomotiv Moskva (2)     | PFK CSKA Moskva         | PFK Křídla Sovětů Samara |
| 2005                       | PFK CSKA Moskva (2)         | FK Spartak Moskva       | FK Lokomotiv Moskva      |
| 2006                       | PFK CSKA Moskva (3)         | FK Spartak Moskva       | FK Lokomotiv Moskva      |
| 2007                       | FK Zenit Petrohrad (1)      | FK Spartak Moskva       | PFK CSKA Moskva          |
| 2008                       | FK Rubin Kazaň (1)          | PFK CSKA Moskva         | FK Dynamo Moskva         |
| 2009                       | FK Rubin Kazaň (2)          | FK Spartak Moskva       | FK Zenit Petrohrad       |
| 2010                       | FK Zenit Petrohrad (2)      | PFK CSKA Moskva         | FK Rubin Kazaň           |
| 2011/12                    | FK Zenit Petrohrad (3)      | FK Spartak Moskva       | PFK CSKA Moskva          |
| 2012/13                    | PFK CSKA Moskva (4)         | FK Zenit Petrohrad      | FK Anži Machačkala       |
| 2013/14                    | PFK CSKA Moskva (5)         | FK Zenit Petrohrad      | FK Lokomotiv Moskva      |
| 2014/15                    | FK Zenit Petrohrad (4)      | PFK CSKA Moskva         | FK Krasnodar             |
| 2015/16                    | PFK CSKA Moskva (6)         | FK Rostov               | FK Zenit Petrohrad       |
| 2016/17                    | FK Spartak Moskva (10)      | PFK CSKA Moskva         | FK Zenit Petrohrad       |
| 2017/18                    | FK Lokomotiv Moskva (3)     | PFK CSKA Moskva         | FK Spartak Moskva        |
| 2018/19                    | FK Zenit Petrohrad (5)      | FK Lokomotiv Moskva     | FK Krasnodar             |
| 2019/20                    | FK Zenit Petrohrad (6)      | FK Lokomotiv Moskva     | FK Krasnodar             |
| 2020/21                    | FK Zenit Petrohrad (7)      | FK Spartak Moskva       | FK Lokomotiv Moskva      |
| 2021/22                    | FK Zenit Petrohrad (8)      | PFC Soči                | FK Dynamo Moskva         |
| 2022/23                    | FK Zenit Petrohrad (9)      | PFK CSKA Moskva         | FK Spartak Moskva        |
| 2023/24                    | FK Zenit Petrohrad (10)     | FK Krasnodar            | FK Dynamo Moskva         |